# Шіме Джодан
Шіме Джодан (хорв. Šime Đodan, 27 грудня 1927, Родалиці, поблизу Бенковаця, Королівство сербів, хорватів і словенців — 2 жовтня 2007, Дубровник, Хорватія) — хорватський державний діяч, міністр оборони Хорватії (1991).

## Біографія
Учасник народно-визвольної війни Югославії, був неодноразово поранений. Служив командиром взводу і військовим комісаром.
У 1949 році закінчив військово-політичне училище в Белграді, в 1953 р — Вищу військову артилерійську академію. Пішов з військової служби в 1960 році в званні лейтенанта.
У 1960 році закінчив юридичний факультет Загребського університету, 1965 року здобув докторський ступінь з економіки. Викладав політекономію на юридичному факультеті Загребського університету, з 1967 року — доцент. У 1967—1971 рр. очолював літературно-наукове і просвітницьке товариство Матиця хорватська.
Був автором декількох наукових праць з економіки. Під час «хорватської весни» — автор гучної дисертації про нібито експлуатацію хорватів у Королівстві Югославія.
Заарештований за звинуваченням, що з 1963 року був ідеологом «масового хорватського руху» і засуджений судом на шість років тюремного ув'язнення за пропаганду хорватського націоналізму. Після звільнення викладав у Загребському університеті.
У 1991—1995 рр. — депутат хорватського парламенту від Хорватського демократичного співтовариства. Був головою парламентського комітету з питань бюджету та фінансів, головою Економічної ради Республіки Хорватії, головою конституційного комітету парламенту.
У 1991 році очолював міністерство оборони Хорватії. Виступав із низкою скандальних заяв, найбільш відома з яких про те, що серби мають менші порівняно з іншими розміри голови та головного мозку.
У 1993 р. йому було присвоєно військове звання генерал-майора.